# Kup Maršala Tita 1957-1958
La Kup Maršala Tita 1957-1958 fu la 11ª edizione della Coppa di Jugoslavia. 1594 squadre parteciparono alle qualificazioni (estate ed autunno 1957), 16 furono quelle che raggiunsero la coppa vera e propria, che si disputò dal 2 febbraio e sarebbe dovuta terminare il 26 maggio 1958. Tuttavia, a causa dei preparativi della nazionale per i Mondiali, la finale fu rinviata al 29 novembre dello stesso anno, quindi durante la stagione 1958-59.
Il detentore era il Partizan, che in questa edizione uscì in semifinale.
Il trofeo fu vinto dalla Stella Rossa, che sconfisse in finale il Velež Mostar. Per i biancorossi fu il quarto titolo in questa competizione.
La Dinamo Zagabria, vincitrice del campionato, uscì agli ottavi di finale.

## Qualificazioni
```
Queste una delle partite disputate dal 
Orijent
:
[
4
]

Orijent - Uljanik Pula                    2-3
```

```
Queste alcune delle partite della coppa di 
Voivodina
:
[
5
]

Proleter Zrenjanin - ŽFK Banat Zrenjanin  3-0
Proleter Zrenjanin - Unirea Uzdin        14-0
Banat Kikinda - Proleter Zrenjanin        4-3
```

### Sedicesimi di finale
| Squadra 1               | Risultato | Squadra 2           |                                                                         |
| ----------------------- | --------- | ------------------- | ----------------------------------------------------------------------- |
| (2) Lokomotiva Zagabria | 1 – 3     | Hajduk Spalato (1)  | hajduk.hr                                                               |
| (2) Borovo              | 1 – 4     | Dinamo Zagabria (1) | gnkdinamo.hr Archiviato il 20 settembre 2021 in Internet Archive.       |
| (x) Timok               | 0 – 1     | Partizan (1)        | partizanopedia.rs                                                       |
| (1) Stella Rossa        | 7 – 1     | Jedinstvo (x)       | redstarbelgrade.rs Archiviato il 19 settembre 2021 in Internet Archive. |

## Squadre qualificate
1594 squadre hanno preso parte alla competizione. 12 squadre della prima divisione, 3 delle leghe di zona (a quel tempo la Druga liga era divisa in quattro zone) e Maribor, membro della lega interfederale Varaždin-Maribor-Celje, si sono qualificati per la fase finale della competizione. I sedici club che si sono sfidati agli ottavi sono stati:

### Calendario
| Turno            | Gare       | Date             | Numero gare | Riduzione squadre |
| ---------------- | ---------- | ---------------- | ----------- | ----------------- |
| Ottavi di finale | Gara unica | 2 febbraio 1958  | 8           | 16 → 8            |
| Quarti di finale | Gara unica | 9 febbraio 1958  | 4           | 8 → 4             |
| Semifinali       | Gara unica | 9 ottobre 1958   | 2           | 4 → 2             |
| Finale           | Gara unica | 29 novembre 1958 | 1           | 2 → 1             |

## Ottavi di finale
| Squadra 1           | Risultato             | Squadra 2               |
| ------------------- | --------------------- | ----------------------- |
| 2 febbraio 1958     |                       |                         |
| (1) Dinamo Zagabria | 2 – 1                 | BSK Belgrado (1)        |
| (1) Partizan        | 11 – 0                | Pobeda (2)              |
| (2) Radnički Sombor | 2 – 2 (dts) (3-4 dtr) | Hajduk Spalato (1)      |
| (1) Stella Rossa    | 3 – 1                 | Budućnost (1)           |
| (1) RNK Spalato     | 4 – 1                 | Železničar Maribor (3)  |
| (1) Velež Mostar    | 4 – 3                 | Radnički Belgrado (1)   |
| (1) NK Zagabria     | 4 – 1                 | Budućnost Smederevo (2) |
| (1) Željezničar     | 1 – 2                 | Vojvodina (1)           |

## Quarti di finale
| Squadra 1          | Risultato             | Squadra 2           |
| ------------------ | --------------------- | ------------------- |
| 9 febbraio 1958    |                       |                     |
| (1) Hajduk Spalato | 4 – 2                 | Vojvodina (1)       |
| (1) Stella Rossa   | 1 – 1 (dts) (3-2 dtr) | Dinamo Zagabria (1) |
| (1) RNK Spalato    | 1 – 3                 | Velež Mostar (1)    |
| (1) NK Zagabria    | 1 – 3                 | Partizan (1)        |

## Semifinali
| Squadra 1        | Risultato | Squadra 2          |
| ---------------- | --------- | ------------------ |
| 9 ottobre 1958   |           |                    |
| (1) Partizan     | 2 – 3     | Stella Rossa (1)   |
| (1) Velež Mostar | 3 – 0     | Hajduk Spalato (1) |

## Finale
Questa è stata la partita d'addio al calcio giocato di Rajko Mitić, leggenda del calcio jugoslavo.
| Arbitro: | Emil Erlich (Lubiana) |

|                                          |           |  |
| Kostić 61’, 71’ Borozan 68’ Rudinski 73’ | Marcatori |  |

| Stella Rossa | Velež |

|                 |  |                   |          |
|                 |  |                   |          |
| P               |  | Vladimir Beara    |          |
|                 |  | Vladimir Durković |          |
|                 |  | Miljan Zeković    |          |
|                 |  | Ranko Borozan     |          |
|                 |  | Branko Nešović    |          |
|                 |  | Vladica Popović   |          |
|                 |  | Nikola Stipić     |          |
|                 |  | Rajko Mitić       |          |
|                 |  | Ivan Popović      | Uscita   |
|                 |  | Dušan Maravić     |          |
|                 |  | Bora Kostić       |          |
| A disposizione: |  |                   |          |
|                 |  | Antun Rudinski    | Ingresso |
| Allenatore:     |  |                   |          |
| Miša Pavić      |  |                   |          |

|                |  |                   |  |
|                |  |                   |  |
| P              |  | Zdravko Brkljačić |  |
|                |  | Mensud Dilberović |  |
|                |  | Meho Handžić      |  |
|                |  | Zdravko Rodin     |  |
|                |  | Nikola Benco      |  |
|                |  | Kruno Radiljević  |  |
|                |  | Milan Maksimović  |  |
|                |  | Franjo Džidić     |  |
|                |  | Omer Oručević     |  |
|                |  | Šefik Alajbegović |  |
|                |  | Milorad Lazović   |  |
| Allenatore:    |  |                   |  |
| Ratomir Čabrić |  |                   |  |